# Flusso (matematica)
In matematica, in particolare nello studio delle equazioni differenziali ordinarie, un flusso generalizza il concetto di funzione iterata n volte in modo che il numero di iterazioni n diventi un parametro continuo. Più rigorosamente, un flusso è un'azione di gruppo di un gruppo ad un parametro.
È utilizzato in ingegneria e fisica per formalizzare le soluzioni dell'equazione che descrive un sistema dinamico.
L'idea di un vettore di flusso, cioè il flusso di un campo vettoriale, è utilizzata nei più disparati ambiti, come la topologia differenziale, la geometria di Riemann e i gruppi di Lie. Alcuni esempi di vettori di flusso sono il flusso geodetico, il campo vettoriale hamiltoniano, il flusso di Ricci e il flusso di Anosov.

## Definizione
Un flusso definito su un insieme {\displaystyle X} è un'azione di gruppo di {\displaystyle (\mathbb {R} ,+)} su {\displaystyle X}. Più esplicitamente, un flusso è una funzione {\displaystyle \varphi :X\times \mathbb {R} \rightarrow X} con {\displaystyle \varphi (x,0)=x} e tale da essere coerente con la struttura di un gruppo ad un parametro:
{\displaystyle \varphi (\varphi (x,t),s)=\varphi (x,t+s)}
per ogni {\displaystyle s,t} in {\displaystyle \mathbb {R} } e con {\displaystyle x\in X}.
L'insieme {\displaystyle {\mathcal {O}}(x,\varphi )=\{\varphi (x,t):t\in \mathbb {R} \}} è chiamato orbita di {\displaystyle x} attraverso {\displaystyle \varphi }.
Normalmente è richiesto che un flusso sia compatibile con le strutture definite su {\displaystyle X}, ad esempio se {\displaystyle X} è uno spazio topologico si richiede solitamente che il flusso sia una funzione continua (in questo modo il flusso forma un sottogruppo ad un parametro di omeomorfismi). In molti casi {\displaystyle X=\mathbb {R} ^{n}}, oppure è una varietà differenziabile con {\displaystyle \varphi } una funzione differenziabile (che forma un sottogruppo ad un parametro di diffeomorfismi).
Un flusso locale è un flusso definito su un sottoinsieme:
{\displaystyle \mathrm {dom} (\varphi )=\{(x,t)\ |\ t\in [a_{x},b_{x}],\ a_{x}<0<b_{x},\ x\in X\}\subset X\times \mathbb {R} }
e si introduce in genere quando si trattano flussi di campi vettoriali.
In molti campi, come in ingegneria, in fisica e nello studio delle equazioni differenziali, è diffusa una particolare notazione in cui il flusso è scritto implicitamente come {\displaystyle x(t,x_{0})\equiv \phi _{t}(x_{0})}, intendendo che la variabile {\displaystyle x} dipende dal tempo {\displaystyle t} e dal punto iniziale {\displaystyle x_{0}}.

## Sistemi dinamici
Un comune esempio di flusso in fisica matematica sono le soluzioni di un'equazione differenziale ordinaria autonoma, usata per descrivere i sistemi dinamici:
{\displaystyle y'=f(y)\qquad y(t=0)=x_{0}}
dove il flusso {\displaystyle \psi _{t}(x_{0})} corrispondente all'orbita (evoluzione del sistema nello spazio delle fasi) per il punto iniziale {\displaystyle x_{0}} è l'unica soluzione al problema ai valori iniziali dato.